# Park Won-jae
Đây là một tên người Triều Tiên, họ là Park.
Park Won-jae (tiếng Hàn: 박원재; Hanja: 朴源載; sinh ngày 28 tháng 5 năm 1984 ở Pohang) là một cựu cầu thủ bóng đá Hàn Quốc, hiện tại là trợ lý huấn luyện viên cho Jeonbuk Hyundai Motors.

## Sự nghiệp
Sau khi tốt nghiệp từ Trường Trung học Kỹ thuật Pohang Jecheol, anh gia nhập Pohang Steelers năm 2003. Anh có 126 lần ra sân và ghi 10 bàn thắng cho K League giai đoạn 2003–2008 cùng với Pohang Steelers. Anh chuyển đến đội bóng J1 League Omiya Ardija năm 2009. Park ghi bàn thắng đầu tiên tại J1 League trước Urawa Reds vào tháng 5 năm 2009. Park có 21 lần ra sân ở giải vô địch.
Ngày 17 tháng 1 năm 2010, anh chuyển đến Jeonbuk Hyundai Motors. Ngày 27 tháng 3 năm 2013, anh kiến tạo bàn thắng đầu tiên tại Vòng loại Giải vô địch bóng đá thế giới 2014, khi Hàn Quốc gặp Qatar.

## Thống kê đội tuyển quốc gia
| Đội tuyển quốc gia Hàn Quốc | Đội tuyển quốc gia Hàn Quốc | Đội tuyển quốc gia Hàn Quốc |
| Năm                         | Số trận                     | Bàn thắng                   |
| --------------------------- | --------------------------- | --------------------------- |
| 2008                        | 5                           | 0                           |
| 2009                        | 0                           | 0                           |
| 2010                        | 0                           | 0                           |
| 2011                        | 2                           | 0                           |
| 2012                        | 2                           | 0                           |
| Tổng                        | 9                           | 0                           |